# Leiria
Leiria est une ville portugaise, capitale du district de Leiria, située dans la région Centre, et dans la sous-région de Leiria. La ville compte 65 000 habitants.
Leiria est le chef-lieu d'une municipalité du même nom de 564,66 km2, comptant 128 640 habitants (2021), subdivisé en 18 freguesias (le plus petit échelon de collectivité territoriale). La ville est délimitée au nord/nord-est par la commune de Pombal, à l'est par Ourém, au sud par Batalha et par Porto de Mós, et au sud-ouest par Alcobaça.
À l'ouest, le district est délimité par le littoral atlantique.
La ville de Leiria est située au confluent de deux rivières, le Lis et la Lena.
La commune a reçu sa première charte de Alphonse Ier, premier roi de Portugal, en 1142, sous le nom de Leirena.
Avec une gastronomie variée et avec des traditions reconnues, la commune est historiquement riche, comme en témoignent le Château de la ville et le Sanctuaire de Notre Dame de l'Incarnation. On retrouve dans la région de Leiria des stations thermales à Monte Real, des plages comme celle Vieira de Leiria et de Pedrógão, une Lagune à Ervideira et le bois municipal de Marrazes.
La fête annuelle a lieu entre le 1er et le 25 mai et s'intègre dans la tradition de la région. Le 22 mai est un jour férié dans la commune. En effet, on fête ce jour-là Notre Dame de l'Assomption (Nossa Senhora da Assunção).

## Subdivisions
La municipalité de Leiria regroupe 18 paroisses (freguesia, en portugais) dont voici la liste :
- Amor
- Arrabal
- Bajouca
- Bidoeira de Cima
- Caranguejeira
- Coimbrão
- Colmeias/Memória
- Leiria/Pousos/Barreira/Cortes(ville de Leiria)
- Maceira
- Milagres
- Monte Real/Carvide
- Monte Redondo/Carreira
- Parceiros/Azoia(ville de Leiria)
- Marrazes/Barosa (ville de Leiria)
- Regueira de Pontes
- Santa Catarina da Serra/Chaínça
- Santa Eufémia/Boavista
- Souto da Carpalhosa/Ortigosa

## Histoire
La région où se trouve Leiria est habitée depuis longtemps, bien que son histoire précoce reste assez obscure. Les Turduli, un peuple indigène de la péninsule Ibérique, a établi un village près de la ville actuelle de Leiria (environ 7 km). Ce village a ensuite été occupé par les Romains, qui l'ont étendu sous le nom de Collippo. Les roches de l'ancienne ville romaine ont été utilisées au Moyen Âge pour construire une partie de Leiria.
Peu de choses nous sont parvenues de l'époque d'occupation du secteur par les Wisigoths, mais pendant la période Arabe, Leiria était déjà une ville possédant une place. Leiria maure a été capturée en 1135 par le premier roi de Portugal, Alphonse Henriques, pendant la Reconquista. Cette localité a brièvement été reprise par les Maures en 1137, et plus tard en 1140. En 1142 Alphonse Henriques a reconquis Leiria, et de cette année date la première charte de la ville, attribuée pour stimuler la colonisation du secteur. Leiria a encore été attaquée par les Maures en 1190 et 1195, étant reprise finalement par le roi Sanche Ier, second roi du Portugal.
Les deux rois, Afonso Henriques et Sanche Ier, se sont efforcés de reconstruire les remparts et le château du village, pour prévenir de nouvelles incursions maures. La majorité de la population vivait à l'intérieur des remparts de la ville, mais déjà au XIIe siècle une partie de la population vivait à l'extérieur de ses murs. La plus ancienne église de Leiria, l'Église de São Pedro a été construite dans style roman dans le dernier quart du XIIe siècle, servait de paroisse extérieure aux remparts.

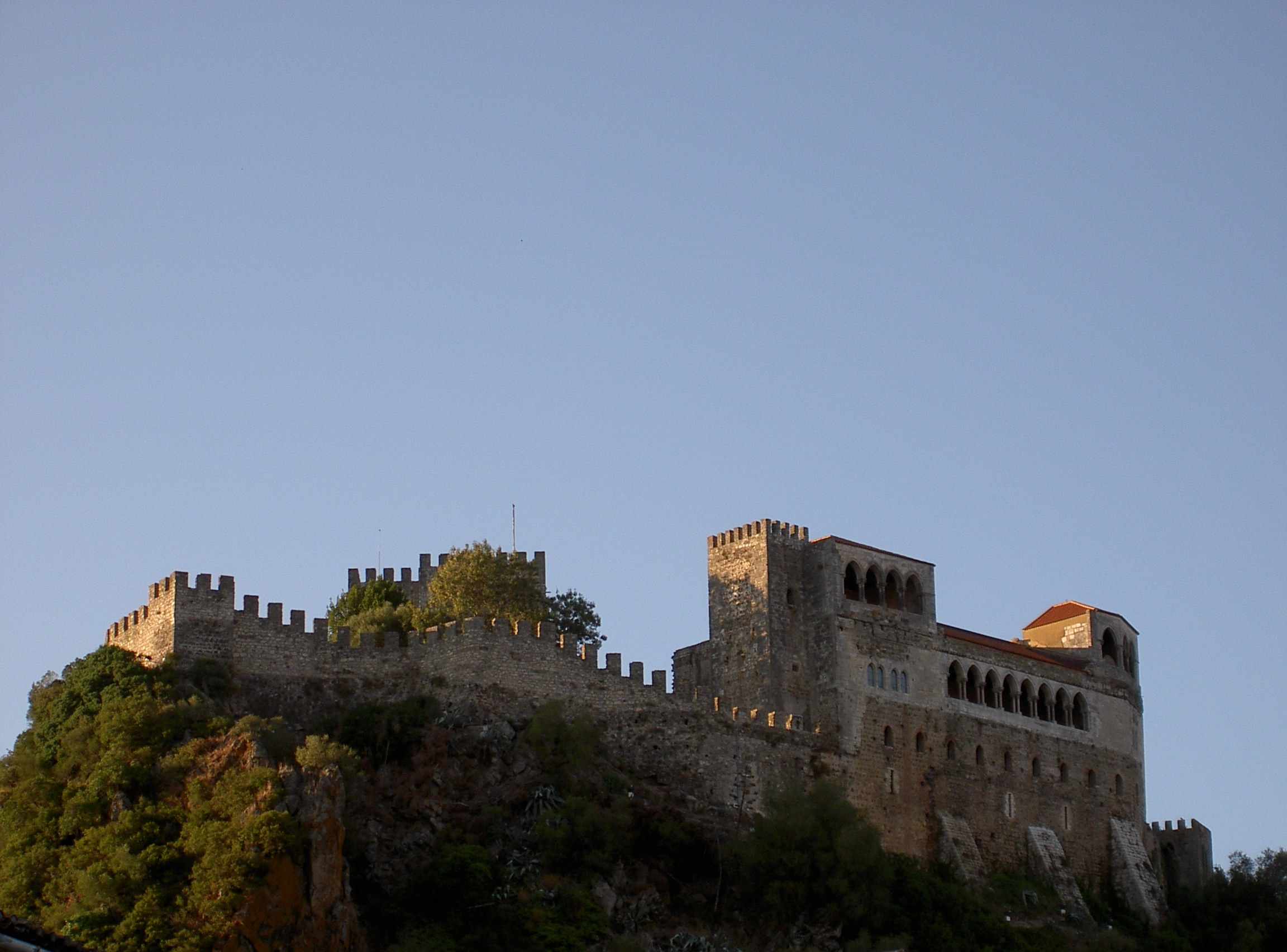
Le Château de Leiria.

Durant le Moyen Âge, l'importance du village a augmenté, et a été le siège de plusieurs cortes (sortes d'assemblée féodales). La première de ces assemblées s'est tenue à Leiria en 1245, pendant le règne du roi Alphonse II (Afonso en portugais). Au début du XIVe siècle, en 1324, le roi Denis Ier a ordonné d'ériger la tour du donjon du château de Leiria, comme l'atteste une inscription dans la tour. Ce roi a aussi construit une résidence royale dans Leiria, qui aujourd'hui n'existe plus, et a vécu de longues années dans la ville, qu'il a ensuite donné comme fief à sa femme, la Reine Santa Isabel. Le roi a aussi ordonné la plantation de la célèbre forêt de pin de Leiria (Pinhal de Leiria), près de la côte atlantique. Plus tard, le bois de cette forêt sera utilisé pour construire les navires utilisés lors des Grandes Découvertes portugaises, au cours des XVe siècle et XVIe siècle.
À la fin du XIVe siècle, le roi Jean Ier a construit un palais royal à l'intérieur des enceintes du château. Ce palais, avec ses élégantes galeries gothiques offrent de merveilleuses vues de la ville et du paysage environnant. Ce palais totalement en ruines a été partiellement reconstruit au XXe siècle. Jean Ier a également permis la reconstruction dans le style gothique tardif de l'Église de Nossa Senhora da Pena, se trouvant à l'intérieur du périmètre du château.
Vers la fin du XVe siècle, la ville a continué de grandir, occupant le secteur qui s'élargit depuis la colline du château jusqu'au fleuve Lis. C'est à Leiria qu'a été imprimé le premier livre au Portugal. Le roi Manuel Ier a donné à la localité une nouvelle charte en 1510, et en 1545 Leiria a été élevée au rang de ville, devenant par la même siège du Diocèse. La Cathédrale de Leiria a été construite dans la seconde moitié du XVIe siècle, est un mélange de deux styles : le maniérisme (renaissance tardive) et le style manuélin (gothique tardif).
En comparaison avec le Moyen Âge, l'histoire postérieure de Leiria est d'une relative décadence. La ville a été durement touchée par les invasions françaises du Portugal, en particulier en 1808 (le massacre de Portela, par les soldats du gen. Margaron), et le grand incendie de 1811, provoquée par les Français qui retraitaient des Lignes de Torres Vedras.Néanmoins, au XXe siècle, sa position stratégique dans le territoire portugais a favorisé le développement d'industries diverses, permettant un fort développement de la ville et sa région.
En fait, pendant plusieurs années, Leiria était une des plus petites capitales de district et n'était même pas la ville la plus peuplée de son district. Elle était en effet supplantée par la ville de Caldas da Rainha. Néanmoins, au cours des dernières années, la ville s'est développée de façon soutenue, et fait aujourd'hui partie des 25 plus grands centres urbains du pays.
Actuellement, le président de la chambre est Raúl Proença, membre du PS.

### Gastronomie
La gastronomie de Leiria offre une bonne variété de plats portugais, y compris des plats de poisson frais et le fameux "Leitao " da Boa Vista (barbecue de porcelet / Cochon de lait). Le village voisin de Cortes est connu pour les « Migas », un plat de pain de maïs avec des épinards, de l'ail et de l'huile d'olive qui est mangé comme un accompagnement au poisson ou à la viande. 
Plat typiques – Morcela de Arroz; Negritos; Lentriscas; Bacalhoada com migas; Bacalhau com feijão frade; Ossinhos; Fritada; Cabrito; Feijoada; Leitão; Chanfana; Fritada dos peixinhos; Chanfana (Chainça); Bacalhau com Chícharos (Santa Catarina da Serra).
Sucreries régionales –  Brisas do Lis; Lampreia de Ovos; Ovos Folhados; Bolinhos de Pinhão; Tarte de Chícharos (Alvaiázere); Canudos de Leiria; Doce de amêndoa; Broas Doces de Batata; Merendeiras dos Santos; Filhós de abóbora.
Vins – Caves Vidigal, S.A./ Vale da Mata, Cortes / Quinta da Serrinha (Vin Bio), Barreira / Santos & Santos, Torres Vedras / Quinta da Sapeira, Serra d'Aire /  PAÇO DAS CÔRTES, Lda. IGP Lisboa, Sub-região Alta Estremadura. Les vins de la région Leiria font partie de l'appellation d'origine (DOC) Dénominations d'Origine Contrôlée, Encostas de Aire.

## Culture
En plus d'être un site d'intérêt historique, le château de Leiria propose des manifestations culturelles. Situé à sa proximité, la chapelle Saint-Pierre (capela de São Pedro), d'origine romane, est le lieu du festival annuel de musique de Leiria. Le théâtre Miguel Franco dans le marché Sant'Ana (Mercado de Sant'Ana) et le théâtre José Lúcio da Silva proposent des spectacles théâtraux, de musique et de danse, ainsi que des salles de cinéma.
La ville est la patrie de deux grands poètes portugais, Afonso Lopes Vieira et Francisco Rodrigues Lobo, ce dernier ayant donné son nom à la place centrale de la ville. Aujourd'hui, celle-ci est au cœur d'une culture des cafés en plein essor, tout en étant régulièrement utilisée pour des manifestations culturelles. D'autres écrivains ont illustré Leiria : le roi Denis Ier de Portugal et l'écrivain Eça de Queirós, qui a écrit à Leiria son premier roman réaliste, O crime do Padre Amaro (Le Crime du père Amaro), publié en 1875 et adapté au cinéma en 2002 et 2005. La maison d'Eça de Queirós à Leiria existe toujours.
La ville dispose de plusieurs associations culturelles et de librairies qui offrent des présentations de projets culturels et artistiques, comme la librairie Arquivo ou l'association culturelle Celula Membrana, proposant le calendrier le plus détaillé des événements.
Ces dernières années, Leiria a vu la remise en valeur du Lis, rivière qui traverse et embrasse la ville. Des aménagements sont à l'origine de plusieurs nouveaux parcs, d'espaces publics, d'aires de jeux et d'une série de ponts thématiques. En outre, une longue promenade a été créée et est devenue populaire auprès des marcheurs et des joggers.
Plusieurs édifices intéressants, restaurés ou dessinés par l’architecte suisse Ernesto Korrodi au début du XXe siècle, donnent un aspect attrayant à Leiria.
Il existe différents festivals l'été dans toute la région de Leiria dont l'académie internationale de direction d'orchestre et d'orchestre sous la baguette de Jean-Sebastien Bereau.  Enfin, la ville accueille un marché mensuel d'antiquités.

## Géographie et localisation
Leiria est située entre les deux principales villes portugaises, Lisbonne et Porto, près du littoral du pays. Elle est distante de 146 km de Lisbonne, 167 km de Porto et 55 km de Coïmbre. La ville est le centre d'un secteur d'influence d'environ 350 000 habitants, qui incluent d'autres agglomérations comme les villes de Marinha Grande à l'Ouest, de Pombal au Nord et à l'Est, d'Ourém à l'Est, de Fátima et d'Alcobaça.

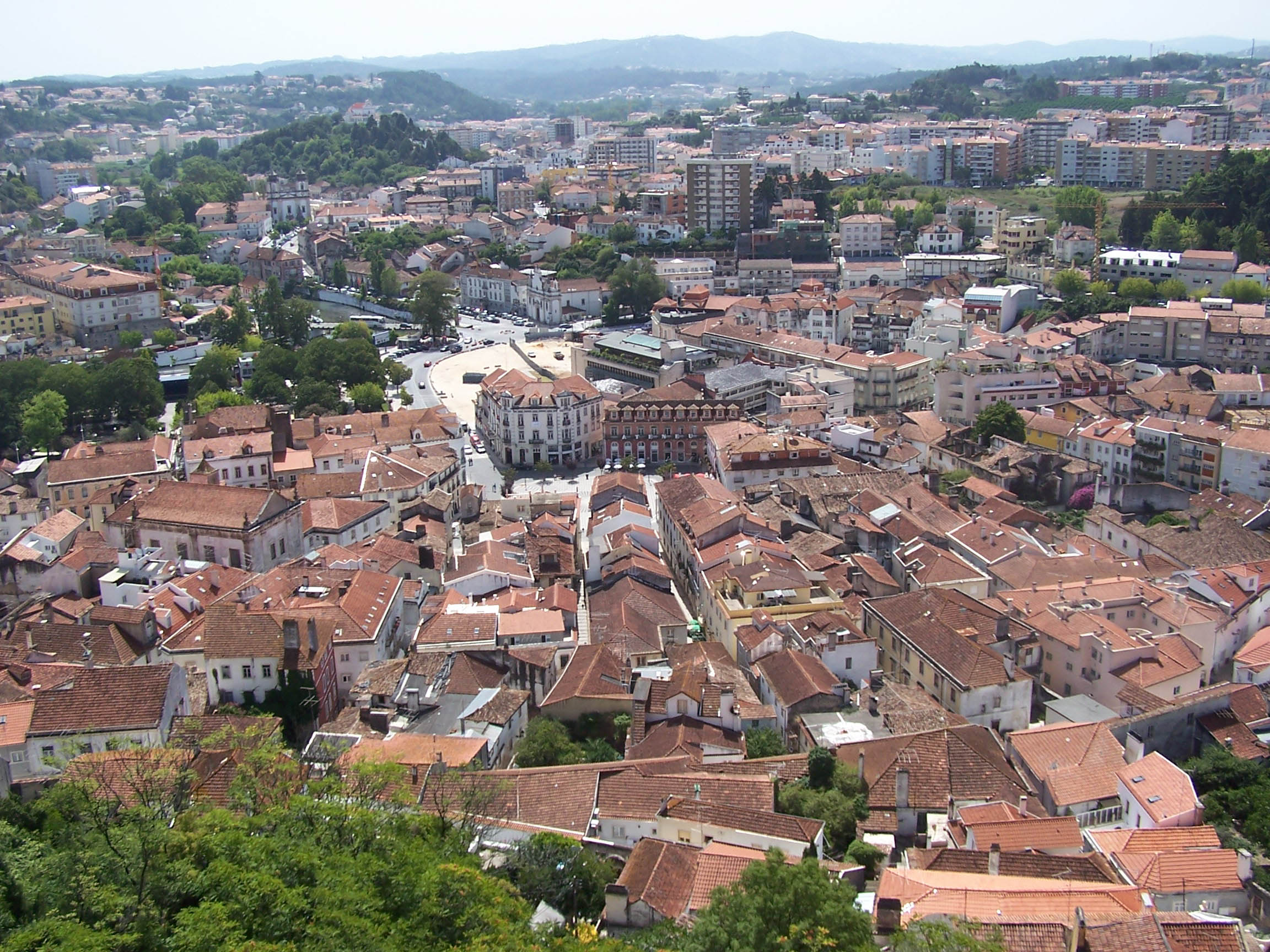
Leiria vu de son château.

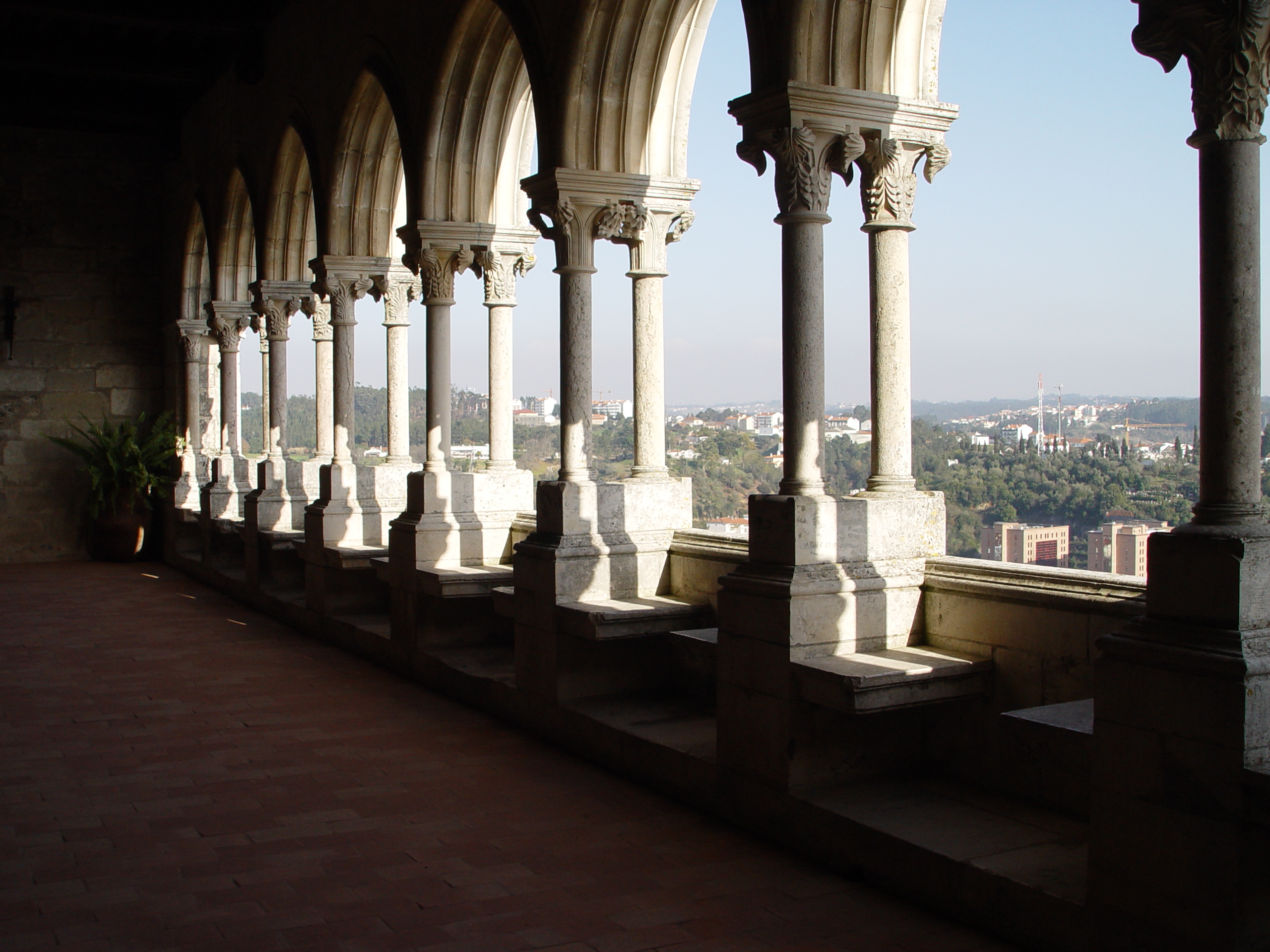
Architecture gothique du Château de Leiria.

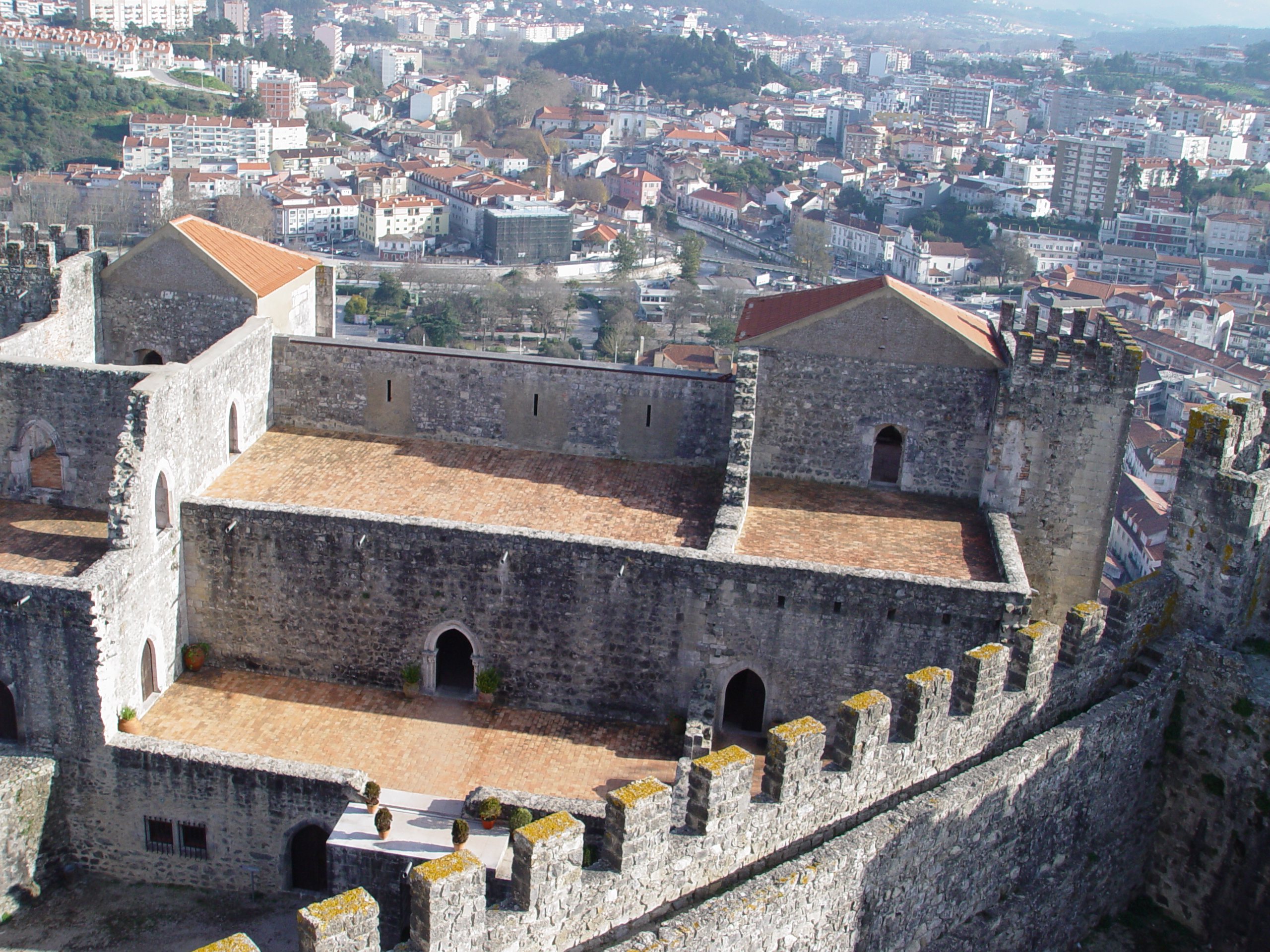
Palais du roi João I dans le Château de Leiria.

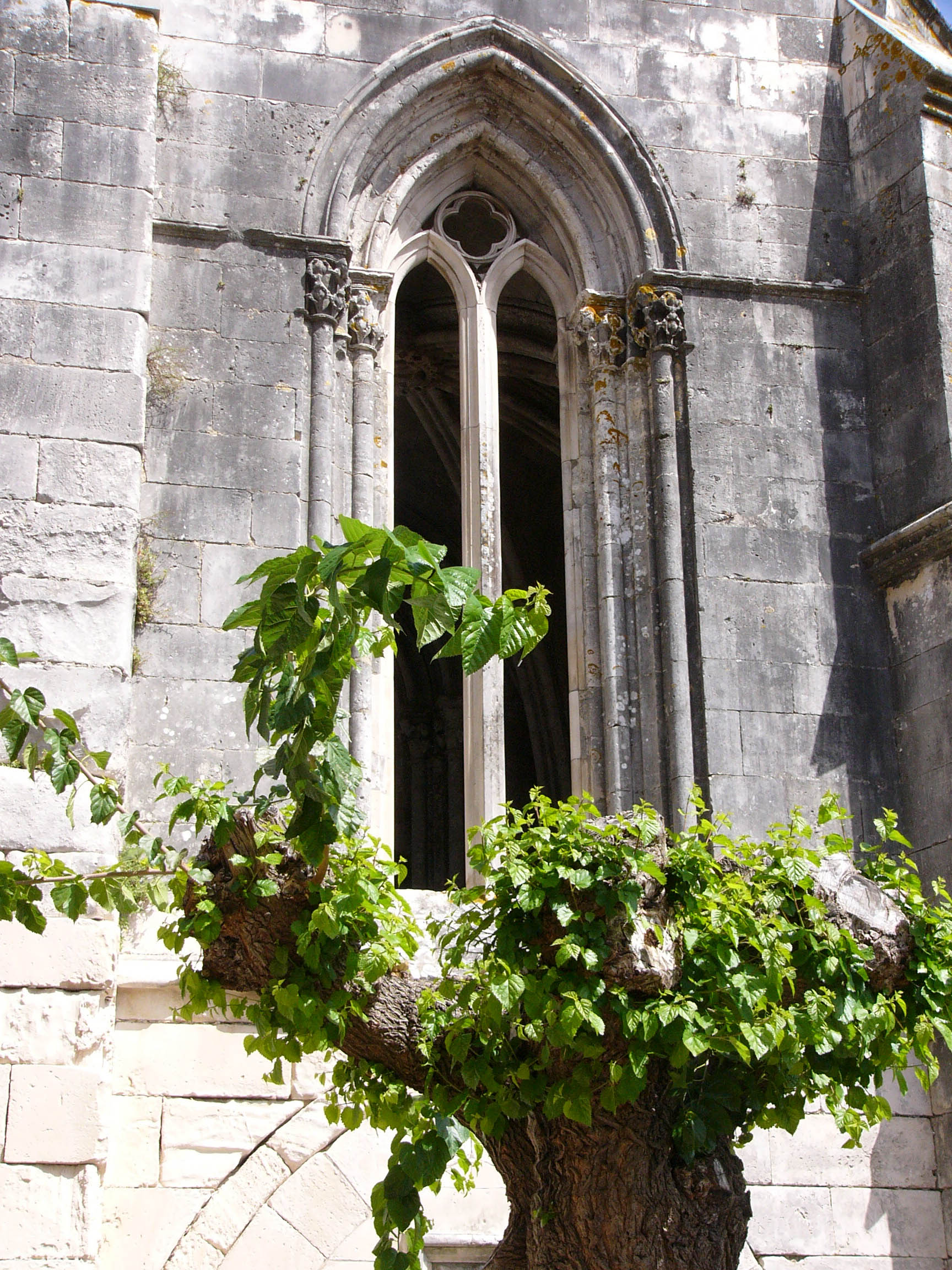
Fenêtre de la chapelle du Château de Leiria.

Leiria est proche des plages comme la Praia da Vieira, la Praia do Pedrógão mais également de stations balnéaires telles que São Pedro de Moel, Paredes da Vitória et Nazaré. On peut noter la présence dans la ville ou à proximité plusieurs monuments d'intérêt : le Monastère d'Alcobaça, le Monastère de Batalha, le Château de Porto de Mós et le Château d'Ourém. La ville historique d'Aljubarrota se situe à environ 25 km de Leiria, tout comme la ville de Fátima, connue pour son sanctuaire et sa valeur religieuse.
Leiria se situe dans la plaine fertile où coule le Lis, dans le Beira Litoral (ancienne province portugaise). La ville historique s'étend entre la colline du château et le Lis.

## Climat
La région de Leiria possède un climat méditerranéen, la proximité de l'océan Atlantique en atténuant les caractéristiques permettant d'avoir des mois de printemps et d'été plutôt ensoleillés avec des températures élevées, surtout durant les mois de juillet et d'août. On relève pendant ces deux mois, des températures souvent supérieures à 30 °C, mais atteignant rarement la barre des 40 °C. À un été chaud et avec peu de précipitations s'oppose un hiver avec des températures douces et suffisamment pluvieux. Les températures descendent rarement au-dessous de 5 °C, la moyenne se situant autour de 10 °C.
Dans le centre-ville de Leiria, l'ouverture des vallées du Lis et du Lena et les bâtis des châteaux de São Miguel et de Nossa Senhora da Encarnação, permettent l'existence d'un microclimat. Ce microclimat malgré l'influence océanique et l'humidité, présente des caractéristiques continentales à savoir, des étés chauds et des hivers rigoureux avec des températures parfois négatives.
| Mois                              | jan. | fév. | mars | avril | mai  | juin | jui. | août | sep. | oct. | nov. | déc. | année |
| --------------------------------- | ---- | ---- | ---- | ----- | ---- | ---- | ---- | ---- | ---- | ---- | ---- | ---- | ----- |
| Température minimale moyenne (°C) | 8,1  | 9,2  | 10,4 | 11,5  | 13,3 | 15,9 | 17,9 | 18,1 | 17,3 | 14,6 | 11,5 | 9,5  | 13,1  |
| Température maximale moyenne (°C) | 14,5 | 15,9 | 18,2 | 19,2  | 21,4 | 24,8 | 27,5 | 27,8 | 26,2 | 22,1 | 18   | 15,2 | 20,9  |

## Économie
La région vit du commerce, de l'agriculture et de l'industrie. Parmi les activités industrielles on retrouve la fabrication d'objets en céramique, de matières plastiques, de moules et de ciments. La construction civile a aussi un poids important, tout comme le tourisme. Le principal secteur économique est le secteur tertiaire des services.

## Démographie
| 1801   | 1849   | 1900   | 1930   | 1960   | 1981   | 1991    | 2001    | 2004    |
| ------ | ------ | ------ | ------ | ------ | ------ | ------- | ------- | ------- |
| 37 930 | 29 803 | 54 422 | 55 234 | 82 988 | 96 517 | 102 762 | 119 847 | 124 701 |

| 2011    | - | - | - | - | - | - | - | - |
| ------- | - | - | - | - | - | - | - | - |
| 126 897 | - | - | - | - | - | - | - | - |

## Transports
Quatre autoroutes desservent Leiria : 
- (Autoroute du Nord : Lisbonne-Porto),
- (Autoroute de l'Ouest : Lisbonne-Leiria),
- (Marinha Grande-Aveiro).
- (Batalha-Leiria).

Leiria est aussi desservie par la voie ferrée de l'Ouest (Lisbonne-Figueira da Foz-Coimbra).

## Jumelages
La ville de Leiria est jumelée avec :
- Tokushima (Japon) depuis le 5 septembre 1969
- Setúbal (Portugal) depuis le 16 mai 1982
- Saint-Maur-des-Fossés (France) depuis le 5 juin 1982
- Maringá (Brésil) depuis le 5 novembre 1982
- Olivenza (Espagne) depuis le 21 juillet 1984
- Rheine (Allemagne) depuis le 19 mai 1996
- Halton (Angleterre) depuis le 12 octobre 1997
- São Filipe (Cap-Vert) depuis le 28 novembre 1994
- São Paulo (Brésil)

La ville entretient aussi des accords de coopération et d'amitié avec : 
- Tongling (Chine) depuis le 20 octobre 1999
- Nampula (Mozambique) depuis le 22 août 2002
- Quint-Fonsegrives (France) depuis le 15 novembre 2010

## Éducation
Leiria est le siège de l'Institut Polytechnique de Leiria qui est un établissement d'enseignement supérieur qui a aussi une antenne à Peniche et à Caldas da Rainha. Cette institution a été établie en 1987. On retrouve à Leiria trois des cinq écoles qui composent cet institut polytechnique : l'École Supérieure d'Éducation de Leiria, l'École Supérieure de Technologie et de Gestion de Leiria et l'École Supérieure de Santé de Leiria.
L'Alliance française de Leiria, créée en 1961, fait partie du réseau de l'Alliance française au Portugal.

## Sport

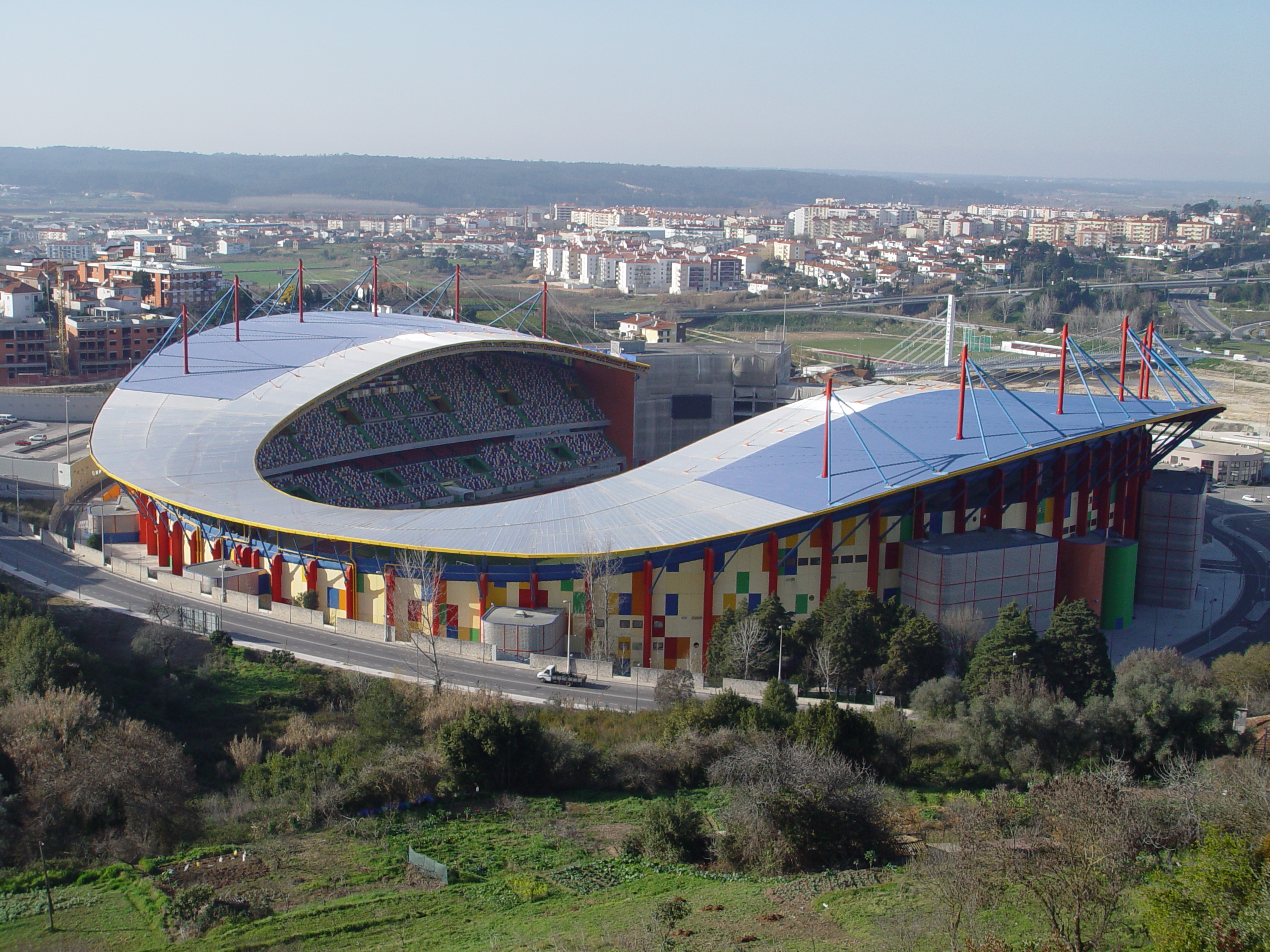
Stade Municipal de Leiria

La ville possède sa propre équipe de football, l'União Desportiva de Leiria, que l'on raccourcit en União de Leiria. Cette équipe joue actuellement dans la Liga 3. Le club joue dans le stade municipal, le Stade Dr Magalhães Pessoa, placé en contrebas de la colline du château. L'affluence au stade est une des plus faibles de toute la 1re ligue. Néanmoins, le stade a accueilli le Championnat Européen de Football en 2004, couramment appelé Euro 2004. Pour recevoir ce grand évènement, le stade a subi des améliorations, portant sa capacité à 25 000 spectateurs. À Leiria se sont joués deux matches du Groupe B, Suisse-Croatie (0-0) et Croatie-France (2-2). Il existe aussi une équipe de hockey sur patins : le Hockey Club de Leiria. C'est dans ce stade, que se déroulera la première édition de la superligue du Championnat d'Europe par équipe d'athlétisme (en juin 2009).
- Football : União Leiria
- Hockey sur Patins : Hoquei Clube de Leiria

## Musées
- Musée de l'Image en Mouvement - Ce musée résulte d'une exposition commémorative des 100 Années du Cinéma au Portugal (1995), quand on a reconnu la nécessité de trouver un espace où les éléments liés à l'art cinématographique pouvaient être réunis ainsi qu'être exposés et divulgués. On envisage encore l'installation d'une bibliothèque spécialisée et d'une vidéothèque consacrée au cinéma portugais.
- Musée du Papier (Musée du Moulin du papier)- Ancien moulin à papier construit en 1411. Ce fut la première «usine» à papier du Portugal.
- Musée de l'Usine de Ciments Maceira-Lis - Inauguré en 1991, il préserve le patrimoine de la dite usine, dont l'histoire se trouve liée à l'évolution de cette industrie au Portugal. On y trouve encore, la première locomotive à vapeur de l'usine, le premier diège de la Direction et un moulin à vent.

## Monuments

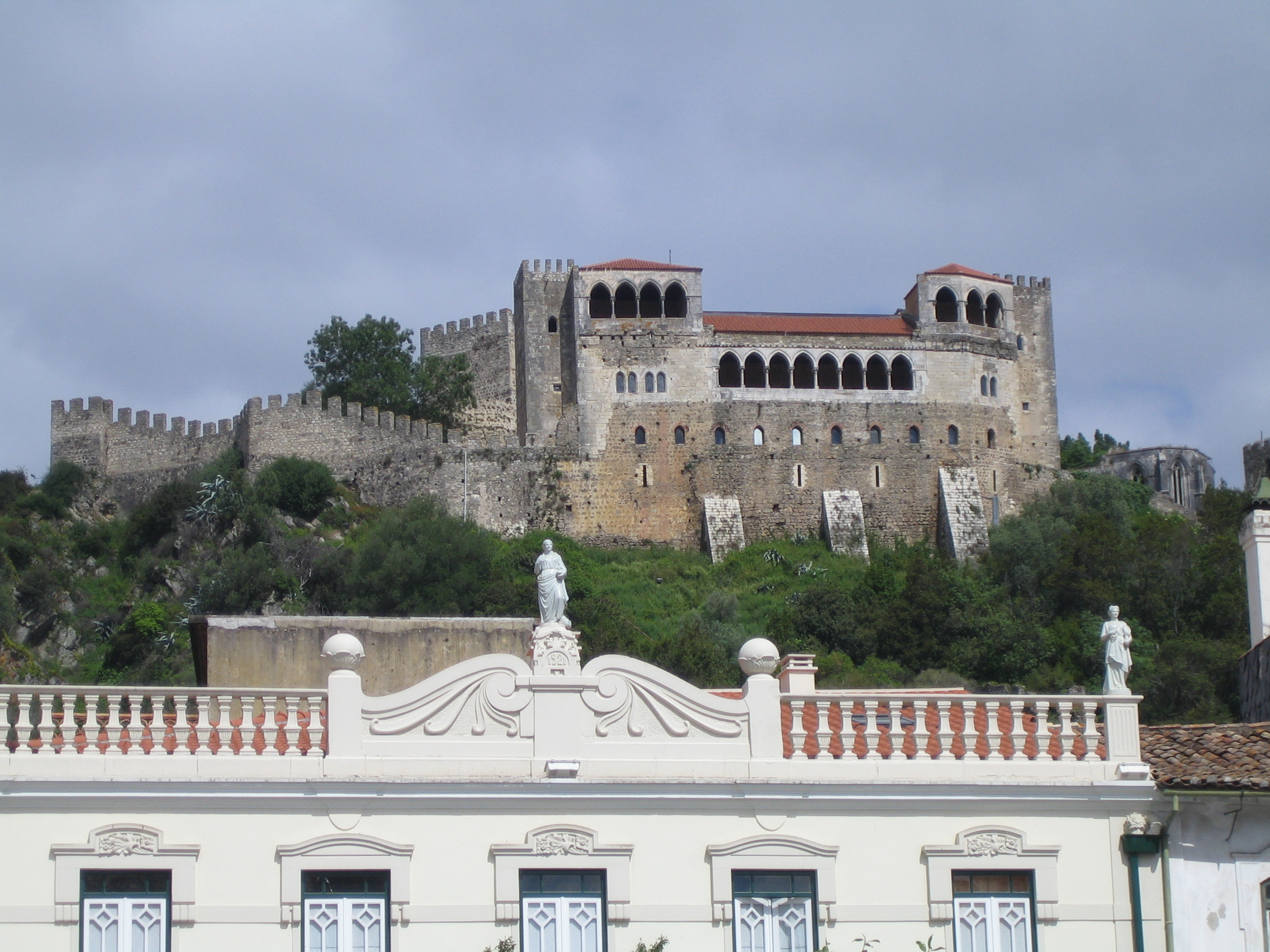
Château de Leiria

Château de Leiria - Il domine la ville depuis sa construction au XIIe siècle
Sanctuaire de Notre Dame de l'Incarnation - Construit au cours du XVIe siècle, elle se trouve dans les ruines du temple de Saint Gabriel. Au XVIIIe siècle, un grand escalier baroque a été ajouté, ce qui rend possible l'accès à la chapelle du préau vouté, où figure une image de Saint Gabriel datant du XVIe siècle.
Cathédrale de Leiria - Le début de sa construction date de 1559, mais elle a été achevée seulement dans la seconde moitié du XVIIe siècle. Bien qu'à l'extérieur elle présente une architecture gothique, à l'intérieur le sens de la proportion des espaces donné par le calcul mathématique évoque typiquement le style renaissance et classique. Elle est dépourvue de clocher. Un haut parvis datant du début du XVIIe siècle et muni d'une balustrade de pierres précieuses, entoure le bâtiment.
Chapelle de Saint Pierre - D'origine romane (fin du XIIe siècle), elle a été cible de profondes transformations, elle a servi tour à tour de grenier puis de théâtre jusqu'en 1880. En 1940 elle a été restaurée puis le culte religieux a repris. Il subsiste encore divers éléments romans comme des arcs et des colonnes.
Église et Couvent de São Francisco - Restaurée au long des siècles, elle présente des éléments du style renaissance et baroques. Au XXe siècle, sa démolition avait été prévue mais en 1920, elle a été cédée à la Société Leiriense de Moagens. Lorsque la restauration a débuté en 1992, on a découvert des peintures murales vieilles de 400 ans.
Couvent de Saint Augustin - Sa construction a débuté dans le dernier quart du siècle XVIe siècle, et s'est achevée au XVIIIe siècle. On peut remarquer le cloître du Couvent et la façade baroque flanqué par deux tours. Dans le bâtiment annexe du couvent les façades d'azulejos sont des références XVIIe et XVIIIe siècles.

## Artisanat
Vaisselle de Bajouca - la localité de Bajouca a une tradition de poterie très ancienne. Dans cette localité, la vaisselle est très claire. Ainsi, les potiers profitent de cette caractéristique pour faire une décoration avec lambugem rouge, essentiellement dans les cache-mailles, avec des éraflures rougeâtres et blanches. Les pièces produites sont utilitaires et décoratives.
Rodilhas (Belles-mères) de Leiria - le "Rodilhas" ou les "Belles-mères" sont des petits coussins de forme circulaire, ouverts dans le centre. Ils étaient utilisés par les femmes, lesquelles les mettaient sur la tête afin de transporter les cruches d'eau ou les paniers. Les matériels utilisés pour leur confection sont des courroies de chiffons, de laines et de lignes de broderie, entrelacées et brodées. De nos jours, ce type d'objet est aussi utilisé comme décoration.

## Personnalités liées à la commune
- José Daniel Rodrigues da Costa (en) poète (1757-1832)
- Afonso Lopes Vieira, écrivain (1878-1946)
- Almerindo Marques, économiste (1939-)
- António Campos, cinéaste (1922-1999)
- António José Saraiva, historien et professeur d'université (1917-1993)
- António-Pedro Vasconcelos, cinéaste (1939-2024)
- António Xavier Rodrigues Cordeiro, poète ultra-romantique et homme politique (1819-1896)
- David Fonseca, musicien (1973-)
- Francisco Rodrigues Lobo, poète (1579-1621)
- João Lopes Soares, pédagogue et Ministre de la Ire République (1878-1970)
- José de Sá Caetano, cinéaste (1933-)
- José Hermano Saraiva, juriste et historien (1919-2012)
- José Mattoso, historien (1933-2023)
- Miguel Franco, acteur, directeur et dramaturge (1918-1988)
- Paulo Henrique, chorégraphe / performer et artiste pluridisciplinaire (1968-)
- Tiago Guedes, chorégraphe et danseur de ballet (1978-)
- Rui Patrício, footballeur international (1988-)